# Isku (företag)

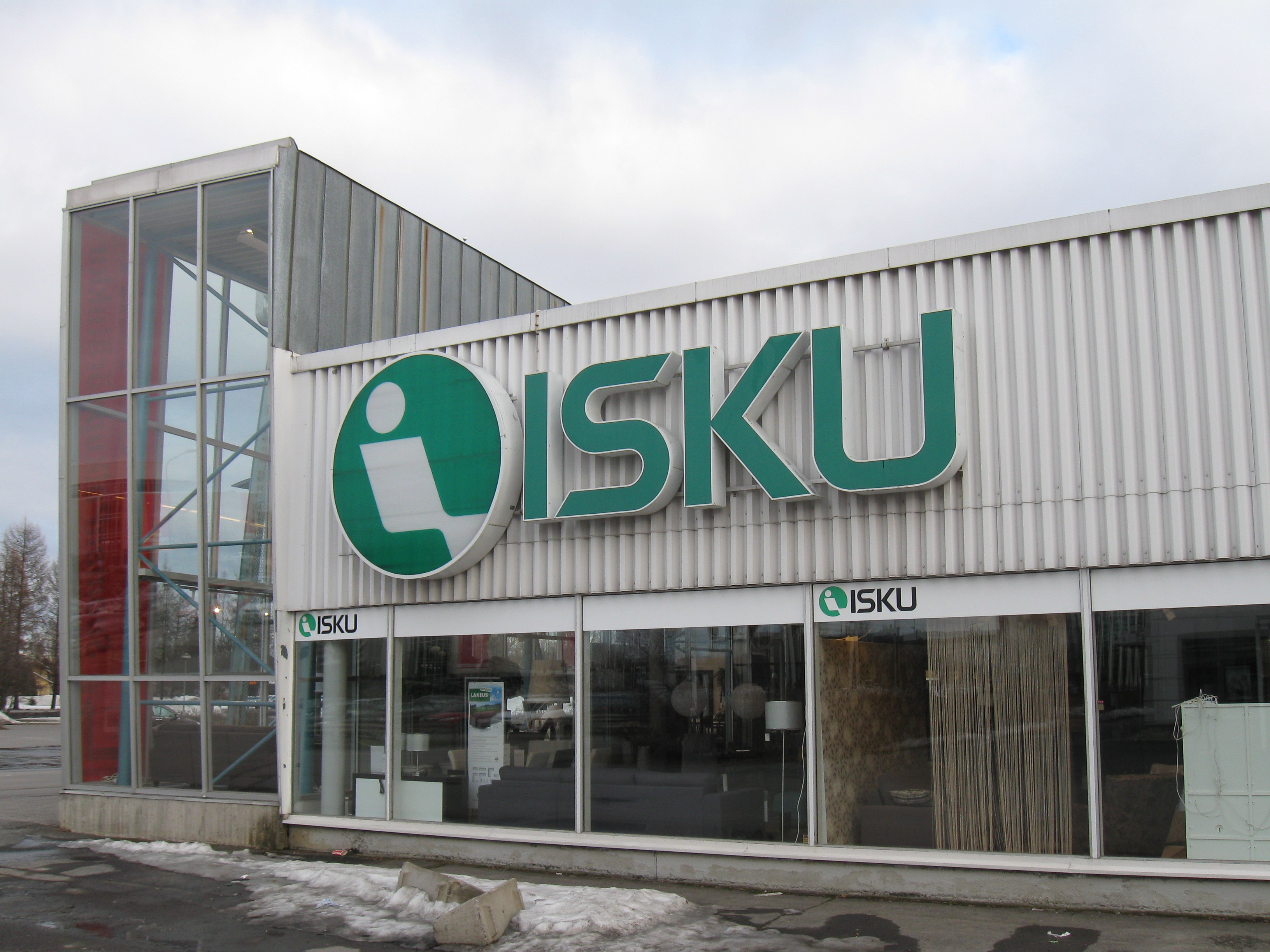
Isku-butik i Uleåborg

Isku-Yhtymä Oy, eller Isku, är en familjeägd finländsk möbeltillverkare och möbelhandelskedja, som tillverkar och säljer möbler för hem, kontor och offentliga utrymmen. Det säljer i egna butiker i Finland och exporterar till Norden, Baltikum, Polen och Mellanöstern.
Isku har fler än 600 anställda i Finland. Dess möbelfabrik ligger i Lahtis. 
Iskus verksamhet är uppdelad i olika bolag:
- Isku Interior Oy – tillverkning och försäljning av möbler för offentliga utrymmen
- Isku Koti Oy – hemmöbler
- Isku Invest Oy – fastigheter och förvaltning

## Historik
Isku grundades 1928 av Eino Vikström (1901–1966) under namnet Lahden Puukalusto Oy. 
Dess första möbel var en utdragssäng. På 1950-talet utvecklade Isku en bäddsoffa för att ersätta den då populära stålrörssängen hetekan. 
År 1954 invigdes en ny fabrik på Savonkatu (Nyslottsgatan), och tre år efter det påbörjades byggandet av en industrianläggning i stadsdelen Mokulla i Lahtis.
År 1965 byggdes ett sågverk och 1971 spånskive- och plywoodfabriker.

## Isku i Sverige
Isku Oy gick 1993 in som delägare i Åtvidabergs Industrier AB med möbeltillverkning i Åtvidaberg, en rekonstruktion av det konkursade Design Funktion AB, tillsammans med det av Securum ägda Facit AB och den svenska återförsäljarkedjan av Design Funktions möbler. Företagets namn ändrades senare till Facit Furnitures AB. År 1995 blev Isku helägare och fusionerade Facit Furnitures med Sundo Skolmöbler i Osby till Isku Svenska AB. Detta sattes  i konkurs 2001, varefter möbeltillverkningen i Åtvidaberg upphörde.